# Paddy Richardson
Paddy Richardson (* um 1950)  ist eine neuseeländische Schriftstellerin. Sie lebt und arbeitet auf der zu Dunedin gehörenden Otago Peninsula.
Bekannt wurde sie durch ihre psychologischen Spannungsromane, von denen drei in deutscher Übersetzung vorliegen. Ort der Handlung ist immer Neuseeland.  

## Werke
- 1986: Choices (Hard Echo Press), ISBN 978-0908715756, Kurzgeschichtensammlung
- 2000: The Company of A Daughter (Steele Roberts), ISBN 978-0-958371285, Erzählung der Familiengeschichte einer Frau in Hokianga
- 2003: If We Were Lebanese (Steele Roberts), ISBN 978-1-877228-77-3, Kurzgeschichtensammlung
- 2008: A Year to Learn A Woman (Penguin Books), Psychologischer Spannungsroman, die deutsche Übersetzung ist unter zwei verschiedenen Titeln erschienen:
  - deutsch 2010: Der Vogelbrunnen (Droemer), deutsche Übersetzung von Eva Bonné, ISBN 978-3-426-19884-1
  - deutsch 2012: Der Frauenfänger (Knaur), deutsche Übersetzung von Eva Bonné, ISBN 978-3-426-50565-6
- 2010: Hunting Blind (Penguin Books), Psychologischer Spannungsroman
  - deutsch 2012: Komm spiel mit mir (Droemer), deutsche Übersetzung von Eva Bonné, ISBN 978-3-426-19918-3
- 2011: Traces of Red (Penguin Books), Psychologischer Spannungsroman
  - deutsch 2015: Deine Schuld (Knaur), deutsche Übersetzung von Eva Bonné, ISBN 978-3-426-51449-8
- 2013: Cross Fingers (Hachette) ISBN 978-1-86971-311-9.
- 2014: Swimming in the Dark (Upstart Press), ISBN 978-1-927262054. Psychologischer Spannungsroman, in dem es um eine DDR-Deutsche in Neuseeland geht, es gibt noch keine deutsche Übersetzung.
- 2017: Through the Lonesome Dark (Upstart Press) ISBN 978-1-927262-98-6. Historischer Roman über die Zeit um 1914, als der Erste Weltkrieg ausbrach, in Blackball (Neuseeland).